# Amandine Beyer
Amandine Beyer (1974, Aix-en-Provence) es una violinista francesa especializada en la interpretación de música barroca. Ha realizado diversas grabaciones para algunas de los principales sellos de música clásica. Es profesora en la ESMAE de Oporto (Portugal) y de la Schola Cantorum Basiliensis de Suiza. Ha colaborado y ofrecido conciertos junto a numerosas agrupaciones musicales, entre ellas L'Assemblée des Honnestes Curieux, Les Cornets Noirs y Gli Incogniti. En España ha actuado como solista en la Orquesta Barroca de Sevilla interpretando obras de Jean Marie Leclair.

## Discografía
Ha realizado grabaciones para los sellos Zig-Zag Territoires, Erato, Harmonia Mundi France , Alpha y Opus 111.
- 2004 : Georg Friedrich Haendel, Sonatas in several parts junto a  L'assemblée des Honestes Curieux (Zig-Zag Territoires).
- 2004 : O Dilectissime Jesu obras de Giovanni Legrenzi con Les Cornets Noirs y Monika Mauch soprano. (Label ORF)
- 2005 : Carl Philipp Emanuel Bach, Sonatas para violín y clave, Edna Stern al pianoforte. (Zig-Zag Territoires).
- 2005 : Chaconne, obras de Bach, Brahms, Busoni y Lutz, con Edna Stern al pianoforte. (Zig-Zag Territoires)
- 2006 : J.F. Rebel, Sonatas para violín y bajo continuo, L'assemblée des Honestes Curieux (Zig-Zag Territoires).
- 2007 : Johann Sebastian Bach, Concertos inconnus et reconstructions, Gli Incogniti, (Zig-Zag Territoires).
- 2008 : Antonio Vivaldi, Conciertos op.8, con Gli Incogniti, (Zig-Zag Territoires).
- 2009 : Obras de Nicola Matteis con Gli Incogniti, (Zig-Zag Territoires).[3]
- 2010 : Johann Rosenmüller, Beatus Vir (Motets et Sonates) (Zig-Zag Territoires)
- 2011 : Johann Sebastian Bach, Johann Georg Pisendel, Sonatas y Partitas BWV 1001-1006 (Zig-Zag Territoires)[4]
- 2012 :  L'art de diminution en Angleterre au XVIIe siècle. Division-Musick,(Label Ramée, 1204)
- 2012 : Antonio Vivaldi sélección de conciertos « Nuovo Stagione », Gli Incogniti
- 2013 : Corelli. Colección completa de Concerti Grossi. Gli Incogniti (Zig-Zag Territoires).[2][
- 2014 : François Couperin - Les Apothéoses de Lully et de Corelli . Gli Incogniti (Harmonia Mundi France)